# Psathyropus
Psathyropus – rodzaj kosarzy z podrzędu Eupnoi i rodziny Sclerosomatidae, liczący ponad 40 opisanych gatunków.

## Występowanie
Przedstawiciele rodzaju zamieszkują Azję od Birmy przez Chiny po Japonię i Rosję.

## Systematyka
Opisano dotąd 42 gatunki kosarzy z tego rodzaju:
| - Psathyropus aurolucens (Roewer, 1954) - Psathyropus bengalensis (Roewer, 1954) - Psathyropus bilineata (Roewer, 1954) - Psathyropus bimaculata (Roewer, 1954) - Psathyropus biseriata (Roewer, 1912) - Psathyropus cingulata (Roewer, 1954) - Psathyropus conspicua (Roewer, 1954) - Psathyropus cuprilucida (Roewer, 1954) - Psathyropus conjugata (Roewer, 1954) - Psathyropus damila Silhavý, 1976 - Psathyropus distincta (Sato & Suzuki, 1938) - Psathyropus formosa (Roewer, 1911) - Psathyropus granulata (Roewer, 1954) - Psathyropus granulosa Suzuki, 1977 - Psathyropus guttata (Roewer, 1954) - Psathyropus hainanensis (Wang, 1941) - Psathyropus hsuehshanensis Suzuki, 1977 - Psathyropus hirta (Roewer, 1915) - Psathyropus koyamai (S. Suzuki, 1979) - Psathyropus luteomaculata (S. Suzuki, 1970) | - Psathyropus mandalayia (Roewer, 1954) - Psathyropus minax (Thorell, 1889) - Psathyropus mysoreana (Roewer, 1954) - Psathyropus nigra (Roewer, 1912) - Psathyropus octomaculata (Roewer, 1954) - Psathyropus perakana (Roewer, 1954) - Psathyropus pustulata (Roewer, 1910) - Psathyropus roeweri (Suzuki, 1974) - Psathyropus rufa (Roewer, 1954) - Psathyropus rufoscuta (S. Suzuki, 1982) - Psathyropus satarensis (Roewer, 1954) - Psathyropus silvestri (Roewer, 1927) - Psathyropus sinensis (Schenkel, 1953) - Psathyropus sordidata (Thorell, 1889) - Psathyropus sulcata (Roewer, 1954) - Psathyropus tenuipes L. Koch, 1878 - Psathyropus tenuis (Roewer, 1954) - Psathyropus tongkingensis (Roewer, 1954) - Psathyropus usuriensis (Redikorzev, 1936) - Psathyropus versicolor (Suzuki, 1964) |